# Ерагон (филм)
„Ерагон“ е филм от 2006 година. Базиран е на поредицата книги под същото име на Кристофър Паолини. В ролите участват Ед Спелирс, Джеръми Айрънс, Гарет Хедлънд, Робърт Карлайл, Джон Малкович, Джос Стоун и Рейчъл Вайс, която озвучава дракона Сапфира.
Филмът е режисиран от Стивън Фангмейер, който преди това е работил като директор на визуалните ефекти в Лемъни Сникет Поредица от злополучия и Господар и командир: Далечният край на света. Сценарият е написан от Питър Бънчман. Снимките във филма са в Mafilm Fót Studios в Унгария. Премиерната дата е на 1 август 2005. Специалните визуални ефекти и анимация са от Weta Digital и Industrial Light & Magic.
„Ерагон“ е пуснат за разпространение по света между 13-и и 15 декември 2006 година.

## Сюжет
Вижте също: Ерагон
Ерагон (Ед Спелирс) е 15-годишно фермерско момче, което живее в малко селце в приказната страна Алагезия. Населението на Алагезия се състои от елфи, гноми и други приказни същества. Докато ловува, Ерагон намира малко драконово яйце, от което се излюпва син дракон на име Сапфира. Ерагон решава да запази дракона в тайна, но няколко магически същества (Ра'зак) са изпратени от Галбаторикс, за да намерят Ерагон и дракона. Това кара Ерагон да избяга от къщи, но когато се връща, той намира вуйчо си Гароу убит от Ра'зак и тръгва на път, за да му отмъсти. Придружен от един мъдър разказвач на име Бром. Ерагон се научава да язди дракона, за да изпълни съдбата си: да свали империята и краля ѝ.

## Герои
- Ед Спелирс – Ерагон
- Рейчъл Вайс – дублира Сапфира
- Джеръми Айрънс – Бром
- Сиена Гилори – Аря
- Робърт Карлайл – Дурза
- Джон Малкович – Галбатройкс
- Гарет Хедлънд – Муртаг
- Алън Армстронг – Гароу
- Крис Игън – Роран
- Джимон Хонсу – Аджихад
- Каролайн Чикези – Насуада
- Джос Стоун – Анжела
- Стивън Спиърс – Слоан
- Гари Луис – Хротгар

### Заснемане
През август 2006, Fox започват да снимат Ерагон на различни места в Унгария:
- Ság-hegy, Унгария
- Celldömölk, Унгария
- Високи Татри, Словакия

Заснемането приключва на следващия месец.

### Саундтрак
Партитурата на филма е композирана от Патрик Дойл, който е композирал и партитурата на „Хари Потър и Огненият бокал“. Аврил Лавин записа началната песен за филма - Keep Holding On. Трака е издаден, като сингъл през 2006 г. (по-късно и като песен на нейния албум The Best Damn Thing.
Списък на песните
1. Eragon
2. Roran Leaves
3. "Saphira's First Flight"
4. "Ra'zac"
5. Burning Farm
6. Fortune Teller
7. If You Were Flying
8. "Brom's Story"
9. Durza
10. Passing the Flame
11. Battle for Varden
12. Together
13. Saphira Returns
14. Legend of Eragon
15. Keep Holding On – Avril Lavigne
16. Once in Every Lifetime – Jem

## Награди и номинации
- Saturn Awards (2007)

- Номиниран: Най-добър фентъзи филм
- Номиниран: Най-добър млад актьор – Едуард Слипърс

- CDG Award (Costume Designers Guild) (2007)

- Номиниран: Най-добри костюми – Ким Барет